# Mitesh Bhaggoe
Mitesh Bhaggoe (Nickerie, 27 augustus 1984) is een Surinaams politicus en bestuurder. Hij was van 2004 tot 2007 de eerste gekozen ondervoorzitter van het Nationaal Jeugdparlement. Sinds circa 2012 is hij voorzitter van de goededoelenorganisatie Smile.

## Biografie
Bhaggoe studeerde bestuurskunde toen hij werd gekozen als lid van het Nationaal Jeugdparlement (NJP). Hij behoorde hiermee tot de eerste lichting in het parlement dat op 3 november 2004 werd geïnstalleerd. Twee weken later volgde hij de eerste, voorlopige ondervoorzitter Desmond Plet op door middel van een stemming in het parlement. Als voorzitter werd Melvin Bouva gekozen. Bhaggoe behaalde 15 van de 29 stemmen. Hij bleef aan tot het eind van 2007 en stelde zich hierna niet opnieuw verkiesbaar om ook andere jongeren een kans te geven op een zetel in het NJP.
Toen hij jeugdparlementariër was, deelde hij schoolpakketten uit. Later zette hij dit vrijwilligerswerk voort, als voorzitter van de stichting Smile (Siya Making Important Life Easy) die in mei 2012 werd opgericht. Naast schoolpakketten deelt de stichting computers uit aan minderbedeelde kinderen. Hij werkt hiermee ook samen met de jeugdambassadeurs die binnen het kader van de Millenniumdoelstellingen van de VN werken.
In aanloop naar de parlementsverkiezingen van 2010 werd hij actief lid van de Vooruitstrevende Hervormings Partij (VHP). Hij is penningmeester van het wetenschappelijk bureau van deze partij, het Jnan Adhin Kennisinstituut.